# سيرجيو تولارس
سيرجيو تولارس (بالإسبانية: Sergio Torales)‏ هو لاعب كرة قدم ومدرب كرة قدم باراغواياني، ولد في 11 أبريل 1982 في أسونسيون في باراغواي. لعب مع Racing de Córdoba ‏.

## وصلات خارجية
- سيرجيو تولارس على موقع قاعدة بيانات كرة القدم.إي يو (الإنجليزية)
- سيرجيو تولارس على موقع Soccerway.com (الإنجليزية)